# Cadlina tasmanica
Cadlina tasmanica is een slakkensoort uit de familie van de Cadlinidae. De wetenschappelijke naam van de soort werd voor het eerst geldig gepubliceerd in 1990 door Rudman.